# Neunundachtzig
Die Neunundachtzig (89) ist die ungerade natürliche Zahl zwischen 88 und 90.

## Mathematik
89 ist:
- die 24. Primzahl, nach 83 und vor 97.[1]
- eine Chen-Primzahl
- eine Pythagoreische Primzahl
- eine Fibonaccizahl und somit eine Fibonacci-Primzahl
- eine Markoff-Zahl

### 89 und die Fibonacci-Folge
Der Kehrwert von {\displaystyle 89} lässt sich in die Fibonacci-Folge zerlegen. Die ersten sechs Folgenglieder {\displaystyle (0,1,1,2,3,5)} lassen sich direkt aus dem Kehrwert auslesen, die Zahlen danach {\displaystyle (8,13,21,\dots )} sind nicht mehr offensichtlich.:
{\displaystyle {\begin{aligned}1/89&=0.0112359550\dots \\&=0.01+0.001+0.0002+0.00003+0.000005+0.00000095+\dots \\&=0+1\cdot 10^{-2}+1\cdot 10^{-3}+2\cdot 10^{-4}+3\cdot 10^{-5}+5\cdot 10^{-6}+\underbrace {8\cdot 10^{-7}+13\cdot 10^{-8}} _{0.00000093}+21\cdot 10^{-9}+\dots \end{aligned}}}
Der Grund hierfür liegt in der erzeugenden Funktion der Fibonacci-Zahlen. Sei {\displaystyle f_{0},f_{1},f_{2},\dots } die Fibonacci-Folge und {\displaystyle \Phi } der goldene Schnitt, dann konvergiert für {\displaystyle |x|<1/\Phi } die erzeugende Funktion
{\displaystyle F(x)=\sum \limits _{n=0}^{\infty }f_{n}x^{n}={\frac {x}{1-x-x^{2}}}.}
Wertet man diese an der Stelle {\displaystyle x=1/10} aus, erscheint die {\displaystyle 89}
{\displaystyle F(1/10)=10/89.}

## Chemie
- 89 ist die Ordnungszahl von Actinium.